# Grand-Prix-Saison 1920

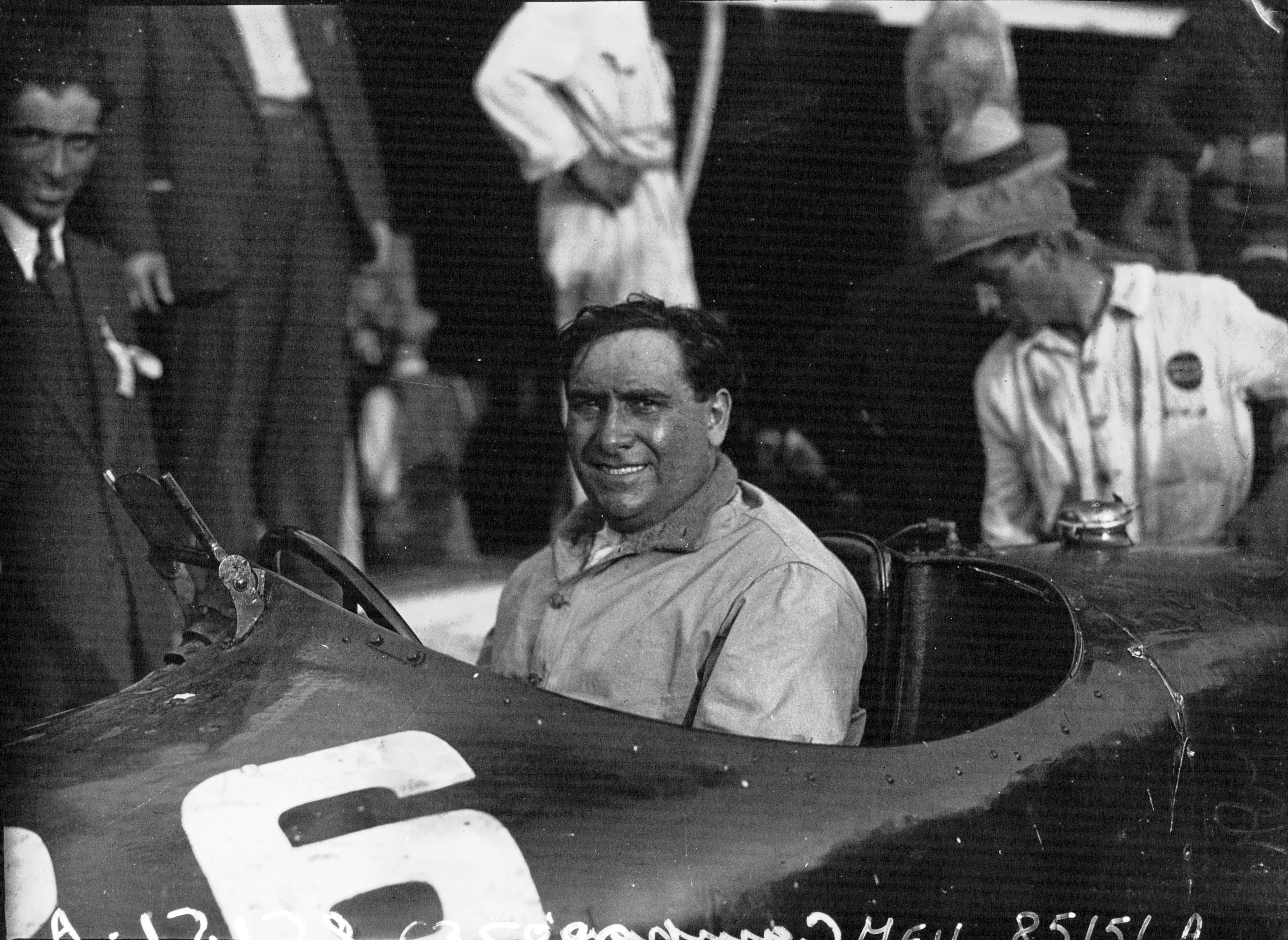
Sieger in Mugello: Giuseppe Campari, hier beim Großen Preis von Italien 1931

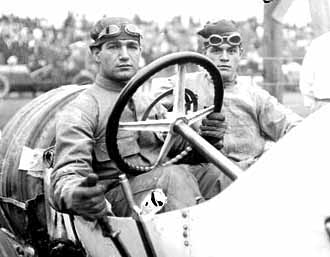
Erster in Elgin: Ralph DePalma, hier im August 1912

Die Grand-Prix-Saison 1920 war die zweite nach dem Ende des Ersten Weltkrieges. Vom Automobil-Weltverband AIACR wurden keine Grandes Épreuves ausgeschrieben.
Es fanden vier bedeutende Rennen statt: das Indianapolis 500 auf dem Indianapolis Motor Speedway sowie die Elgin National Trophy auf dem Elgin Road Race Course in Elgin, Illinois in den USA und die Targa Florio sowie das Circuito del Mugello in Italien.

## Rennkalender
| Datum  | Rennen                | Strecke                       | Sieger                        | Statistik |
| ------ | --------------------- | ----------------------------- | ----------------------------- | --------- |
| 31.05. | Indianapolis 500      | Indianapolis Motor Speedway   | Gaston Chevrolet (Frontenac)  | Statistik |
| 13.06. | Circuito del Mugello  | Circuito stradale del Mugello | Giuseppe Campari (Alfa Romeo) |           |
| 28.08. | Elgin National Trophy | Elgin Road Race Course        | Ralph DePalma (Ballot)        |           |
| 24.10. | Targa Florio          | Medio circuito delle Madonie  | Guido Meregalli (Nazzaro)     | Statistik |